# Cihan Kahraman
Cihan Kahraman (* 8. Oktober 1998 in Berlin) ist ein deutsch-türkischer Fußballspieler. Der zentrale Mittelfeldspieler steht beim portugiesischen Zweitligisten Académico de Viseu FC unter Vertrag.

## Karriere

### Vereinskarriere
Kahraman begann seine Karriere bei Türkiyemspor Berlin und wechselte 2012 in die Jugend des 1. FC Union Berlin. Dort erhielt er 2017 einen Profivertrag, kam jedoch in der ersten Mannschaft nicht zum Einsatz. Während der Saison 2018/19 war er an den FSV Union Fürstenwalde verliehen, für die er in der Regionalliga Nordost 25 Spiele bestritt und sechs Tore erzielte.
Es folgten Stationen beim Berliner AK 07 und Hertha BSC II, bevor er 2021 zum türkischen Zweitligisten Samsunspor wechselte. In zwei Spielzeiten kam er dort auf 48 Ligaspiele. Nachdem Samsunspor in der Saison 2022/23 Meister der TFF 1. Lig wurde und in die Süper Lig aufstieg, wechselte Kahraman im September 2023 zum portugiesischen Zweitligisten Académico de Viseu FC. Er unterschrieb einen Dreijahresvertrag bis 2026 und kostete Berichten zufolge 500.000 Euro Ablöse. Nachdem er in der Saison 2023/24 ohne Einsatz geblieben war, kam er 2024/25 auf 22 Ligaeinsätze und erzielte ein Tor.

### Nationalmannschaft
Kahraman absolvierte zwischen 2016 und 2017 insgesamt neun Spiele für die türkische U-19-Nationalmannschaft und erzielte dabei ein Tor.